# Жванко Любов Миколаївна
Жванко Любов Миколаївна (нар. 23 січня 1972 р. у с. Хорішки Козельщинського району Полтавської області) — фахівчиня у галузі історії, доктор історичних наук (2013 р.), професор (2015 р.), директорка Українсько-польського культурно-освітнього центру Харківського національного університету міського господарства імені О. М. Бекетова (2014 р.), член Міжнародної асоціації гуманітаріїв (2012 р.)

## Біографія
Народилася 23 січня 1972 р. у с. Хорішки, Козельщинського району, Полтавської області. Батьки, Жванко Микола Іванович (1950 р.) та Жванко Валентина Іванівна (1949 р.), працювали колгоспниками.
1989 р. – закінчила з відзнакою Хорішківську середню школу ім. М. В. Остроградського та вступила на навчання до Полтавського державного педагогічного інституту (сьогодні – Національний педагогічний інститут імені В. Г. Короленка) на історичний факультет.
1994 р. – закінчила з відзнакою інститут за спеціальністю «Історія і право» та отримала направлення на навчання в аспірантурі.
1994–1995 рр. – учителька історії і правознавства середньої школи № 1 м. Комсомольська Полтавської області.
Жовтень 1995 – лютий 1999 рр. – навчалася в аспірантурі Харківського державного політехнічного університету (нині – Національний технічний університет «Харківський політехнічний інститут») за спеціальністю «Історія України».
Січень 2000 – червень 2002 рр. – учителька історії і правознавства середньої школи № 48 м. Харкова.
Жовтень 2002 р. – розпочала науково-викладацьку діяльність у Харківській державній академії міського господарства (нині – Харківський національний університет міського господарства імені О. М. Бекетова) на посаді асистента кафедри історії України.
Січень 2003 р. – захистила кандидатську дисертацію на тему «Внутрішня політика Української держави у галузі охорони здоров'я та соціального захисту населення (29 квітня – 14 грудня 1918 року)» (науковий керівник – О. О. Нестуля, доктор історичних наук, професор Полтавського університету споживчої кооперації України).
2006 р. – переведена на посаду доцента.
2008 р. – присвоєно вчене звання доцента.
Березень 2013 р. – захистила докторську дисертацію на тему «Перша світова війна: біженці в Україні (1914–1918 рр.)» (науковий консультант – О. О. Нестуля, доктор історичних наук, професор, ректор Полтавського університету економіки і торгівлі).
Грудень 2013 р. – обрана на посаду професора кафедри історії і культурології.
Вересень 2014 р. – директорка Українсько-польського культурно-освітнього центру ХНУМГ ім. О. М. Бекетова.
Березень 2015 р. – член спеціалізованої вченої ради Д 17.051.01 Запорізького національного університету за двома спеціальностями 07.00.01 «Історія України» та 07.00.06 «Історіографія, джерелознавство та спеціальні історичні дисципліни».
Червень 2015 р. – присвоєно вчене звання професора.
Вересень – грудень 2016 р. ‒ переможиця 15-го випуску стипендіальної програми Міністерства культури і національної спадщини Республіки Польща «Thesaurus Poloniae», координатор ‒ Міжнародний центр культури у Кракові.
травень 2017 р.  – нагорода Імені Івана Виговського під патронатом Президента Польщі Анджея Дуди (Варшава, Польща).

## Педагогічна діяльність
Педагогічна діяльність Л. М. Жванко розпочалась у середній школі № 1 м. Комсомольська Полтавської області, де з 1994 по 1995 рік вона працювала учителькою історії і правознавства. Після закінчення аспірантури у 1999 р. вона продовжила викладати історію у середній школі № 48 м. Харкова.
Від жовтня 2002 р. Л. М. Жванко працює у Харківській державній академії міського господарства (нині – Харківський національний університет міського господарства імені О. М. Бекетова) на посаді асистента кафедри історії України (сьогодні – кафедра історії і культурології). За ці роки вона пройшла шлях від асистента до професора, викладаючи студентам курси з «Історії України», «Історії української культури», «Краєзнавства».
Із 2003 р. Л. М. Жванко викладає авторський курс «Краєзнавство», який має значну методичну основу та мультимедійний супровід. У межах цього курсу вона підготувала та опублікувала 16 методичних видань, з яких – два конспекти лекцій «Краєзнавство» та навчальний посібник «Краєзнавство Слобожанщини». Його використовують не лише студенти ХНУМГ ім. О. М. Бекетова у навчанні, а й колеги з інших навчальних закладів у своїй викладацькій діяльності, а також вчителі середніх шкіл. Відповідно до програми курсу «Краєзнавство», Любов Миколаївна постійно організовує відвідання студентами історичного, літературного та художнього музеїв Харкова, академічного українського театру імені Т. Г. Шевченка.
Загалом, одноосібно та спільно з колегами по кафедрі, Л. М. Жванко опублікувала 34 навчально-методичних видання, з них – «Словник-довідник з історії України», два конспекти лекцій: «Історія української культури» та «Історія України».
Активно керує науковою роботою студентів. Її учні – учасники студентських конференцій, зокрема, міжнародної конференції молодих учених «Каразінські читання» (Харківський національний університет імені В. Н. Каразіна), автори креативних проектів та презентацій.
Завдяки високому науково-педагогічному рівню Любов Миколаївна стала дипломанткою конкурсу «Вища школа Харківщини – кращі імена – 2013» в номінації «Викладач гуманітарних дисциплін».

## Наукова діяльність
Наукові інтереси Л. М. Жванко охоплюють широкий спектр питань європейської історії, історії України та краєзнавства. Вона проводить багаторічні дослідження проблематики біженства Першої світової війни, внесена до єдиного міжнародного реєстру вчених ORCID.
У 2003 р. Любов Миколаївна Жванко здобула перемогу на Всеукраїнському конкурсі молодіжних робіт «Біженці та вигнанці в історії України» (Диплом Верховного комісара ООН у справах біженців та Грамота Державного комітету України у справах національностей та міграцій), який проходив під егідою Управління Верховного Комісара ООН у справах біженців, та у 2007 р. – на Другому обласному конкурсі «Найкращий молодий науковець Харківщини».

Жванко Л. М. активно бере участь у багатьох українських та міжнародних проєктах:
- ініціаторка та співредакторка Міжнародного проєкту, присвяченого сторіччю Першої світової війни «Уся Європа в русі: Велика війна та її біженці 1914–1918» («Europe on the Move: the Great War and its Refugees, 1914–1918»), 2014–2015 рр. (співредактор Пітер Гетрелл, професор університету в Манчестері, Велика Британія). Грантовий проєкт здійснювався за фінансової підтримки Британської Академії наук[5];
- Опублікована монографія Europe on the Move: Refugees in the Era of the Great War, 1912-1923, Manchester: Manchester University Press, 2017, 352 pp.[6];
- учасниця Міжнародного проєкту «1914–1918–Online», ініційованого Вільним університетом в Берліні, Німеччина (2014 р.). Грант Німецького дослідного фонду (DFG)[7].;
- учасниця науково-видавничого проєкту Інституту історії України НАН України «Велика війна 1914–1918 рр. і Україна», що здійснюється на замовлення Державного комітету телебачення і радіомовлення України за програмою «Українська книга» (2013–2015 рр.);
- учасниця науково-видавничого проєкту Дипломатичної Академії України «Перша та Друга світові війни в історії людства (до 100-річчя початку Першої і 75-річчя початку Другої світових воєн)» (2014–2017);
- учасниця проєкту «Uchodźstwo polskie w Rosji w latach I wojny światowej. (Tułaczka. Egzystencja na wygnaniu. Powrót. Rola w rozwoju kultury narodowej)» відділу історії країн Східної Європи Університету Марії Склодовської-Кюрі, Люблін, Польща. Керівник проекту професор Маріуш Коженьовський (2015–2016).

Любов Миколаївна – учасниця понад 80 міжнародних наукових форумів, що проходили в Україні, Великій Британії (Лондон, Манчестер), Іспанії (Барселона), Латвії (Даугавпілс), Литві (Вільнюс), Німеччині (Люнебург, Геттінген), Польщі (Перемишль, Білосток, Гдиня), Росії (Санкт-Петербург, Москва, Калінінград, Брянськ, Твер), Італії (Венеція), Франції (Париж), Чехії (Прага) та ін. Учасниця Всесвітнього конгресу істориків у Циндао (Китай, серпень 2015 р.). (Китай, серпень 2015 р.), член Міжнародної асоціації гуманітаріїв (2012 р.).
За вагомий науковий та громадський внесок у реалізацію державної гендерної політики на регіональному рівні нагороджена Почесною Грамотою головного управління у справах сім’ї, молоді та спорту Харківської обласної державної адміністрації (2012 р.).
Л. М. Жванко – авторка низки рецензій на книги австрійських, польських, українських, російських, німецьких істориків, виступала опоненткою на захисті кандидатських дисертацій у спеціалізованій раді Харківського національного університету імені В. Н. Каразіна, Запорізького національного університету. Підготувала більше десятка відгуків на автореферати кандидатських та докторських дисертацій. Запрошена до роботи в статусі рецензентки в часописі «Colloquium» Відділу гуманітарних і суспільних наук Академії Військового флоту (Гдиня, Польща), член наукової ради часопису «Res Historica» (Люблін, Університет Марії Склодовської-Кюрі). Була у складі авторського колективу співробітників ХНУМГ імені О. М. Бекетова, що розробив «Стратегію розвитку Харкова до 2030 р.» (2011 р.); є одним з авторів ювілейного видання «Харків – 350. Історія. Сучасність. Стратегія розвитку» (2004 р.).
Як авторитетну науковицю Л. М. Жванко було неодноразово запрошено до участі у передачах на Національному радіо, радіо «Культура», Харківському обласному радіо; вона виступала в авторському проєкті журналістки Ірини Мироненко «Муравський шлях» (підготовлено 12 передач), популяризуючи тематику своїх наукових та краєзнавчих досліджень.
Позитивні відгуки на її праці закордонних колег, серед яких британський історик П. Гетрелл, польські вчені М. Коженьовський і Я.-М. Піскорський, канадський професор О. Субтельний, її членство в Міжнародній асоціації гуманітаріїв дають можливість стверджувати про неї як про українську дослідницю, що віднайшла свою нішу у європейській науковій спільноті.

## Громадська діяльність
Л. М. Жванко бере активну участь у суспільно-наукових та культурно-освітніх заходах, організованих Генеральним Консульством Республіки Польща у Харкові. Вона стала одним із розробників Проєкту «Поляки на мапі Харкова» (2012 р. – карта), (2013 р. – освітній календар), підготовленого під керівництвом Яна Граната, генерального консула Республіки Польща у Харкові (2010–2014 рр.). Переможиця конкурсу перекладів віршів, присвячених Року Чеслава Мілоша, польського поета, Нобелівського лауреата (2011 р.).
Із вересня 2014 року в ХНУМГ ім. О. М. Бекетова функціонує Українсько-польський культурно-освітній центр, який очолила Л. М. Жванко. При центрі діють курси польської мови, розмовний клуб, проводяться різні заходи з українсько-польської тематики, триває активна співпраця з польськими вузами-партнерами в рамках освітніх програм.
У вересні 2015 р. на території бібліотеки Університету (читальний зал соціально-економічних наук), у рамках тижня Польщі в ХНУМГ ім. О. М. Бекетова, приуроченого до річниці заснування Центру, було відкрито Польську бібліотеку. Основу книжкового зібрання склали близько 400 видань польською мовою, подарованих Генеральним Консульством Республіки Польща у Харкові, Європейським Інститутом нерухомості (Краків, Польща), Інститутом національної пам’яті (Варшава, Польща), Польським Інститутом у Києві. Доступ до фонду мають усі користувачі бібліотеки ХНУМГ ім. О. М. Бекетова та інших освітніх установ, що приєдналися до проєкту «Єдина картка читача», започаткованого у Харкові.
Л. М. Жванко виступила ініціаторкою проведення Міжнародного симпозіуму «1915 рік: війна, провінція, людина: українсько-польські акценти» (ХНУ ім. В. Н. Каразіна, квітень 2015 р.));
Співорганізаторка проведення історико-архітектурного українсько-польського симпозіуму «Українсько-польські архітектурні візії: погляд крізь часи та епохи» (ХНУМГ ім. О. М. Бекетова, квітень 2016 р.).

## Публікації
Л. М. Жванко – авторка понад 170 наукових праць, опублікованих в Україні та за кордоном, зокрема: трьох одноосібних монографій, восьми колективних робіт, понад 100 статей та тез доповідей – в тому числі більше 30 у закордонних історичних виданнях (Білорусь, Латвія, Литва, Польща, Німеччина, Росія, Японія, Франція), занесених до міжнародних наукометричних баз даних (Scopus, Index Copernicus, EBSCO-CEEAS, Index in MLA International Bibliography, РИНЦ), у провідних виданнях Інституту історії України НАН України, інтернет-порталі HISTORIANS.IN.UA. У процесі друку та перекладу –  праці у наукових виданнях Польщі, Чехії, Великої Британії.
Список опублікованих праць професора Л. М. Жванко див. у розділі «Посилання».

Виступи Л. М. Жванко:
Публічна дискусія «Перша світова війна: український рахунок» у Львові, 12 вересня 2014 р.
Публічна лекція в Київському національному університеті імені Тараса Шевченка «Біженство Першої світової війни та волонтерський рух на українських землях» (Київ, 11 грудня 2015 р.)
Прямий ефір Програми «Харків-online-день», Харків, 02 березня 2016 р., канал ОТБ
Учасниця програми «Історична правда з Вахтангом Кіпіані» (Львів, 23 квітня 2016 р.) [Архівовано 8 лютого 2017 у Wayback Machine.]
Учасниця авторської програми журналістки Запорізької ТРК Ольги Вакало «Я й Це» (Запоріжжя, 1 липня 2016 р.)
Рецензії на книги Л. М. Жванко:
Гусєв В. Нове дослідження з історії Української Держави П. П. Скоропадського / В. Гусєв // Історичний журнал. — № 6. — 2009. — С. 123—125.
Жванко Л. М. Біженство Першої світової війни в Україні: документи і матеріали (1914—1918 рр.): монографія / Л. М. Жванко ; Харків. нац. акад. міськ. госп-ва. — Харків: ХНАМГ, 2010. — 360 с. [Архівовано 22 квітня 2016 у Wayback Machine.]
Рец.: Гай-Нижник П. П. [Рецензія на книгу] / П. П. Гай-Нижник // Український історичний журнал. — 2010. — № 5. — С. 214—218.
Рец.: Шацилло В. К. [Рецензія на книгу / В. К. Шацилло // Київська старовина. — 2010. — № 5. — С. 167—170.] [Архівовано 16 квітня 2016 у Wayback Machine.]
Rec.: Korzeniowski M. L. [Recenzja ksiąźki] / Mariusz Korzeniowski // Wrocławski Studia Wschodnie, 2011. — № 15. — S. 200—203.
Rez.: Mark R. A. [Buchbesprechung / R. A. Mark // Jahrbücher für Geschichte Osteuropas: jgo.e-reviews. — 2012. — № 2. — S. 37 — 38.][недоступне посилання з квітня 2019]
Жванко Л. М. Біженці Першої світової війни: український вимір (1914—1918 рр.): монографія / Л. М. Жванко ; Харків. нац. акад. міськ. госп-ва. — Харків: Апостроф, 2012. — 568 с.
Rez.: Pavlova I. [Buchbesprechung / I. Pavlova // Jahrbucher fur Geschichte Osteuropas: jgo.e-reviews. — 2014. — № 62. — S. 4.]
Лихачова Т. Рецензія на книгу Л. М. Жванко «Біженці Першої світової війни: український вимір (1914—1918 рр.)»
Брайлян Єгор Біженці та мігранти під час Першої світової війни. Рецензія на книгу Europe on the move. Refugees in the era of the Great War. / [Ed. by P. Gatrell, L. Zhvanko]. – Manchester: Manchester University Press, 2017. 336 p. (Cultural History of Modern War). // Історія та історіографія в Європі. 2019. Вип. 6. Ідеології та практики націоналізму та ксенофобії у Східній Європі. С. 127-133.

## Дозвілля
Багаторічним захопленням Любові Миколаївни Жванко є читання художньої літератури, відвідання театральних постановок. При цьому вона прагне знайомитися з новинками вітчизняної та світової прози і поезії, часто відвідує літературні презентації, організовані в харківській книгарні «Є». Вона колекціонує книжки з автографами не лише своїх колег-істориків, а й письменників, серед яких – Януш-Леон Вишневський, Ян Пєкло, Сергій Жадан, Ігор Зарудко, Анатолій Дністровий, Міла Іванцова, Макс Кірук, Оксана Луцишина, Олег Положій, Тетяна Терен.
У 2015 р. Л. М. Жванко дебютувала як авторка верлібрів у збірці сучасної української й польської поезії:
| «…іноді, на межі доби приходять гарні думки, цікаві ідеї… і добрі новини від друзів далеких, яких ще не бачив… і друзів близьких справжніх таких як весняний дощ перший у цьому році…» 27 березня 2015 р. | «…niekiedy na granicy dnia przychodzą piękne myśli, ciekawe idee… i dobre nowości od przyjaciół dalekich, których jeszcze nie widziałeś i przyjaciół bliskich prawdziwych takich jak wiosenny deszcz pierwszy w tym roku…» (переклад Надії Стрем) |

Вулиця надії = Ulica nadziei: збірка сучасної української й польської поезії. — Харків: Майдан, 2015. — 204 с.
Книга — перша спроба єднання Польщі (Познань, Вроцлав) та України (Львів, Луцьк, Вінниця, Київ, Харків) у новому історичному вимірі.